# Coupe Challenge féminine de handball 2018-2019
Navigation
Coupe Challenge 2017-2018 Coupe Challenge 2019-2020
La Coupe Challenge 2018-2019 est la 26e édition de la Coupe Challenge féminine de handball, compétition créée en 1993.
La compétition est remportée par le club espagnol du Rocasa Gran Canaria, vainqueur en finale du club polonais du Pogoń Szczecin.

## Premiers tours

### Tour préliminaire
| Date Aller       | Club                   | Aller   | Total   | Retour  | Club                  | Date             |
| ---------------- | ---------------------- | ------- | ------- | ------- | --------------------- | ---------------- |
| 10 novembre 2018 | DHB Rotweiss Thun      | 28 – 28 | 50 – 53 | 22 – 25 | Málaga Costa del Sol  | 17 novembre 2018 |
| 10 novembre 2018 | Žalgiris Kaunas        | 31 – 35 | 57 – 65 | 26 – 30 | HC Homiel             | 17 novembre 2018 |
| 11 novembre 2018 | La Salle HC            | 24 – 30 | 44 – 57 | 20 – 27 | ŽRK Pelister 2012     | 18 novembre 2018 |
| 16 novembre 2018 | AC Latsia Nicosia      | 18 – 32 | 38 – 67 | 20 – 35 | ŽRK Koka Varaždin     | 18 novembre 2018 |
| 11 novembre 2018 | Polatli Belediyespor   | 26 – 24 | 53 – 60 | 27 – 36 | Maccabi Rishon LeZion | 17 novembre 2018 |
| 11 novembre 2018 | Pogoń Szczecin         | 33 – 22 | 54 – 43 | 21 – 21 | Helsinki IFK          | 12 novembre 2018 |
| 10 novembre 2018 | HV Quintus             | 24 – 20 | 45 – 40 | 21 – 20 | Valur Reykjavík       | 11 novembre 2018 |
| 17 novembre 2018 | KHF Istogu             | 26 – 24 | 49 – 45 | 23 – 21 | PF Cassano Magnago    | 18 novembre 2018 |
| 9 novembre 2018  | ŽRK Bjelovar           | 23 – 22 | 45 – 49 | 22 – 27 | Kristianstad Handboll | 10 novembre 2018 |
| 17 novembre 2018 | Ankara Yenimahalle BSK | 29 – 30 | 60 – 54 | 31 – 24 | Azeryol Baoku         | 18 novembre 2018 |
| 10 novembre 2018 | ŽRK Kumanovo           | 15 – 39 | 36 – 70 | 21 – 31 | Geonius V&L           | 11 novembre 2018 |
| 17 novembre 2018 | ŽRK Krivaja            | 17 – 35 | 37 – 62 | 20 – 27 | AC Alavarium          | 18 novembre 2018 |
| 17 novembre 2018 | ŽRK Z'dežele           | 27 – 27 | 55 – 66 | 28 – 39 | Boden Handboll IF     | 18 novembre 2018 |
| 11 novembre 2018 | SIR 1Maio/ADA CJB      | 17 – 28 | 40 – 58 | 23 – 30 | ŽRK Naisa Niš         | 12 novembre 2018 |
| 10 novembre 2018 | Holon Handball Club    | 23 – 26 | 45 – 52 | 22 – 26 | Fémina Visé Handball  | 11 novembre 2018 |

### Huitièmes de finale
| Date Aller     | Club                  | Aller   | Total   | Retour  | Club                   | Date Retour     |
| -------------- | --------------------- | ------- | ------- | ------- | ---------------------- | --------------- |
| 1 février 2019 | Maccabi Rishon LeZion | 26 – 26 | 55 – 56 | 29 – 30 | Boden Handboll IF      | 2 février 2019  |
| 2 février 2019 | AC Alavarium          | 26 – 41 | 51 – 73 | 25 – 32 | Pogoń Szczecin         | 3 février 2019  |
| 2 février 2019 | HC Homiel             | 30 – 18 | 62 – 41 | 32 – 23 | ŽRK Koka Varaždin      | 3 février 2019  |
| 2 février 2019 | Málaga Costa del Sol  | 40 – 9  | 61 – 22 | 21 – 13 | KHF Istogu             | 3 février 2019  |
| 2 février 2019 | Geonius V&L           | 22 – 27 | 41 – 50 | 19 – 23 | HV Quintus             | 3 février 2019  |
| 2 février 2019 | Rocasa Gran Canaria   | 33 – 23 | 57 – 45 | 24 – 22 | Ankara Yenimahalle BSK | 10 février 2019 |
| 9 février 2019 | ŽRK Pelister 2012     | 26 – 33 | 50 – 67 | 24 – 34 | ŽRK Naisa Niš          | 10 février 2019 |
| 9 février 2019 | Fémina Visé Handball  | 17 – 27 | 31 – 52 | 14 – 25 | Kristianstad Handboll  | 10 février 2019 |

## Phase finale
|  | Quarts de finale      | Quarts de finale      | Quarts de finale      | Quarts de finale      |                     |                     | Demi-finales       | Demi-finales       | Demi-finales       | Demi-finales       |  |  | Finale   | Finale   | Finale   | Finale   |
|  |                       |                       |                       |                       |                     |                     |                    |                    |                    |                    |  |  |          |          |          |          |
|  | 2 et 10 mars 2019     | 2 et 10 mars 2019     | 2 et 10 mars 2019     | 2 et 10 mars 2019     |                     |                     | 7 et 13 avril 2019 | 7 et 13 avril 2019 | 7 et 13 avril 2019 | 7 et 13 avril 2019 |  |  | mai 2019 | mai 2019 | mai 2019 | mai 2019 |
|  | 2 et 10 mars 2019     | 2 et 10 mars 2019     | 2 et 10 mars 2019     | 2 et 10 mars 2019     |                     |                     | 7 et 13 avril 2019 | 7 et 13 avril 2019 | 7 et 13 avril 2019 | 7 et 13 avril 2019 |  |  | mai 2019 | mai 2019 | mai 2019 | mai 2019 |
|  | Málaga Costa del Sol  | Málaga Costa del Sol  | 26                    | 31                    |                     |                     | 7 et 13 avril 2019 | 7 et 13 avril 2019 | 7 et 13 avril 2019 | 7 et 13 avril 2019 |  |  | mai 2019 | mai 2019 | mai 2019 | mai 2019 |
|  | Málaga Costa del Sol  | Málaga Costa del Sol  | 26                    | 31                    |                     |                     | 7 et 13 avril 2019 | 7 et 13 avril 2019 | 7 et 13 avril 2019 | 7 et 13 avril 2019 |  |  | mai 2019 | mai 2019 | mai 2019 | mai 2019 |
|  | HV Quintus            | HV Quintus            | 29                    | 34                    |                     |                     | 7 et 13 avril 2019 | 7 et 13 avril 2019 | 7 et 13 avril 2019 | 7 et 13 avril 2019 |  |  | mai 2019 | mai 2019 | mai 2019 | mai 2019 |
|  | HV Quintus            | HV Quintus            | 29                    | 34                    | HV Quintus          | HV Quintus          | 21                 | 22                 |                    |                    |  |  | mai 2019 | mai 2019 | mai 2019 | mai 2019 |
|  | 2 et 3 mars 2019      |                       |                       |                       | HV Quintus          | HV Quintus          | 21                 | 22                 |                    |                    |  |  | mai 2019 | mai 2019 | mai 2019 | mai 2019 |
|  |                       |                       | Pogoń Szczecin        | Pogoń Szczecin        | 25                  | 32                  |                    |                    |                    |                    |  |  | mai 2019 | mai 2019 | mai 2019 | mai 2019 |
|  | Pogoń Szczecin        | Pogoń Szczecin        | Pogoń Szczecin        | Pogoń Szczecin        | 25                  | 32                  | 28                 | 27                 |                    |                    |  |  | mai 2019 | mai 2019 | mai 2019 | mai 2019 |
|  | Pogoń Szczecin        | Pogoń Szczecin        | 7 et 13 avril 2019    |                       |                     |                     | 28                 | 27                 |                    |                    |  |  | mai 2019 | mai 2019 | mai 2019 | mai 2019 |
|  | Boden Handboll IF     | Boden Handboll IF     | 22                    | 27                    |                     |                     |                    |                    |                    |                    |  |  | mai 2019 | mai 2019 | mai 2019 | mai 2019 |
|  | Boden Handboll IF     | Boden Handboll IF     | 22                    | 27                    | Pogoń Szczecin      | Pogoń Szczecin      | 23                 | 24                 |                    |                    |  |  |          |          |          |          |
|  | 2 et 9 mars 2019      |                       |                       |                       | Pogoń Szczecin      | Pogoń Szczecin      | 23                 | 24                 |                    |                    |  |  |          |          |          |          |
|  |                       |                       | Rocasa Gran Canaria   | Rocasa Gran Canaria   | 30                  | 23                  |                    |                    |                    |                    |  |  |          |          |          |          |
|  | Rocasa Gran Canaria   | Rocasa Gran Canaria   | Rocasa Gran Canaria   | Rocasa Gran Canaria   | 30                  | 23                  | 24                 | 21                 |                    |                    |  |  |          |          |          |          |
|  | Rocasa Gran Canaria   | Rocasa Gran Canaria   |                       |                       |                     |                     |                    |                    |                    |                    |  |  |          |          |          |          |
|  | HC Homiel             | HC Homiel             | 18                    | 26                    |                     |                     |                    |                    |                    |                    |  |  |          |          |          |          |
|  | HC Homiel             | HC Homiel             | 18                    | 26                    | Rocasa Gran Canaria | Rocasa Gran Canaria | 22                 | 31                 |                    |                    |  |  |          |          |          |          |
|  | 9 et 10 mars 2019     |                       |                       |                       | Rocasa Gran Canaria | Rocasa Gran Canaria | 22                 | 31                 |                    |                    |  |  |          |          |          |          |
|  |                       |                       | Kristianstad Handboll | Kristianstad Handboll | 17                  | 20                  |                    |                    |                    |                    |  |  |          |          |          |          |
|  | ŽRK Naisa Niš         | ŽRK Naisa Niš         | Kristianstad Handboll | Kristianstad Handboll | 17                  | 20                  | 25                 | 27                 |                    |                    |  |  |          |          |          |          |
|  | ŽRK Naisa Niš         | ŽRK Naisa Niš         |                       |                       |                     |                     |                    | 27                 |                    |                    |  |  |          |          |          |          |
|  | Kristianstad Handboll | Kristianstad Handboll | 35                    | 33                    |                     |                     |                    |                    |                    |                    |  |  |          |          |          |          |
|  | Kristianstad Handboll | Kristianstad Handboll | 35                    | 33                    |                     |                     |                    |                    |                    |                    |  |  |          |          |          |          |
|  |                       |                       |                       |                       |                     |                     |                    |                    |                    |                    |  |  |          |          |          |          |

### Quarts de finale
| Date Aller  | Club                 | Aller   | Total   | Retour  | Club                  | Date Retour  |
| ----------- | -------------------- | ------- | ------- | ------- | --------------------- | ------------ |
| 2 mars 2019 | Málaga Costa del Sol | 26 – 29 | 57 – 63 | 31 – 34 | HV Quintus            | 10 mars 2019 |
| 2 mars 2019 | Pogoń Szczecin       | 28 – 22 | 55 – 49 | 27 – 27 | Boden Handboll IF     | 3 mars 2019  |
| 2 mars 2019 | Rocasa Gran Canaria  | 24 – 18 | 45 – 44 | 21 – 26 | HC Homiel             | 9 mars 2019  |
| 9 mars 2019 | ŽRK Naisa Niš        | 25 – 35 | 52 – 58 | 27 – 23 | Kristianstad Handboll | 10 mars 2019 |

### Demi-finales
| Date Aller   | Club                | Aller   | Total   | Retour  | Club                  | Date Retour   |
| ------------ | ------------------- | ------- | ------- | ------- | --------------------- | ------------- |
| 7 avril 2019 | HV Quintus          | 21 – 25 | 43 – 57 | 22 – 32 | Pogoń Szczecin        | 13 avril 2019 |
| 7 avril 2019 | Rocasa Gran Canaria | 22 – 17 | 53 – 37 | 31 – 20 | Kristianstad Handboll | 13 avril 2019 |

### Finale
| Date Aller | Club           | Aller   | Total   | Retour  | Club                | Date Retour |
| ---------- | -------------- | ------- | ------- | ------- | ------------------- | ----------- |
| 5 mai 2019 | Pogoń Szczecin | 23 – 30 | 47 – 53 | 24 – 23 | Rocasa Gran Canaria | 12 mai 2019 |

| 5 mai 2019 18h00 | Pogoń Szczecin    | 23 – 30   | Rocasa Gran Canaria    | Azoty Arena, Szczecin Affluence : 1 600 Arbitrage : Bennani, Bennani |
| 5 mai 2019 18h00 | quatre joueuses 4 | (12 – 17) | Lusson, H. Rodríguez 7 | Azoty Arena, Szczecin Affluence : 1 600 Arbitrage : Bennani, Bennani |
| 5 mai 2019 18h00 | ×2 ×3             | EHF       | ×1 ×4                  | Azoty Arena, Szczecin Affluence : 1 600 Arbitrage : Bennani, Bennani |

| - Pogoń Szczecin : Prünster, Wawrzynkowska, Krupa – Agbaba (5), Blazević (4), Božović (4), Szynkaruk (4), Wołoszyk (2), Cebula (1), Dežić (1), Płomińska (1), Urbańska (1), Zawistowska (1), Janas, Kochaniak , Noga | - Rocasa Gran Canaria : d. Hernández, Navarro – Lusson Miranda (7), H. Rodríguez (es) (7), Mbengue (es) (5), Trojaola (4), González Méndez (es) (3), Falcón (1), Pérez Risco (1), Pizzo (1), Reyes (1), Macedo, Schuster, Toscano Sanchez. |

| 12 mai 2019 13h00 | Rocasa Gran Canaria | 23 – 24   | Pogoń Szczecin        | Pabellón Insular Rita Hernandez, Telde Affluence : 1 500 Arbitrage : Bonifert, Oláh |
| 12 mai 2019 13h00 | Falcón 6            | (15 – 12) | Cebula, Zawistowska 5 | Pabellón Insular Rita Hernandez, Telde Affluence : 1 500 Arbitrage : Bonifert, Oláh |
| 12 mai 2019 13h00 | ×1 ×5               | EHF       | ×3 ×5 ×1              | Pabellón Insular Rita Hernandez, Telde Affluence : 1 500 Arbitrage : Bonifert, Oláh |

| - Rocasa Gran Canaria D. Hernández, Navarro – Falcón (6), Mbengue (es) (4), Pizzo (4), H. Rodríguez (es) (4), Lusson (3), Trojaola (2), Macedo, González Méndez (es) , Pérez Risco , Reyes, Schuster , Toscano Sanchez. | - Pogoń Szczecin : Prünster (1), Wawrzynkowska, Krupa – Cebula (5), Zawistowska (5), Blazević (2), Božović (2), Kochaniak (2), Płomińska (2), Agbaba (1), Dežić (1), Janas (1), Szynkaruk (1), Urbańska (1), Wołoszyk , Noga |

## Les championnes d'Europe
| Championne d'Europe - Coupe Challenge 2018-2019 Rocasa Gran Canaria 2e titre |

## Statistiques
Les meilleurs buteuses sont
| Rang | Joueuse                 | Équipe                | Buts |
| ---- | ----------------------- | --------------------- | ---- |
| 1    | Agata Cebula (pl)       | Pogoń Szczecin        | 42   |
| -    | Haridian Rodríguez (es) | Rocasa Gran Canaria   | 42   |
| 3    | Sarah Carlström (sv)    | Kristianstad Handboll | 39   |